# Nossen
Nossen (górnołuż. Nosyn) – miasto w Niemczech, w kraju związkowym Saksonia, w powiecie Miśnia. Do 29 lutego 2012 należało do okręgu administracyjnego Drezno. W 2009 liczyło 7184 mieszkańców.

## Geografia
Nossen położone jest ok. 31 km na zachód od Drezna i ok. 36 km na północny wschód od Chemnitz, pomiędzy dwoma autostradami A4 i A14.

## Historia

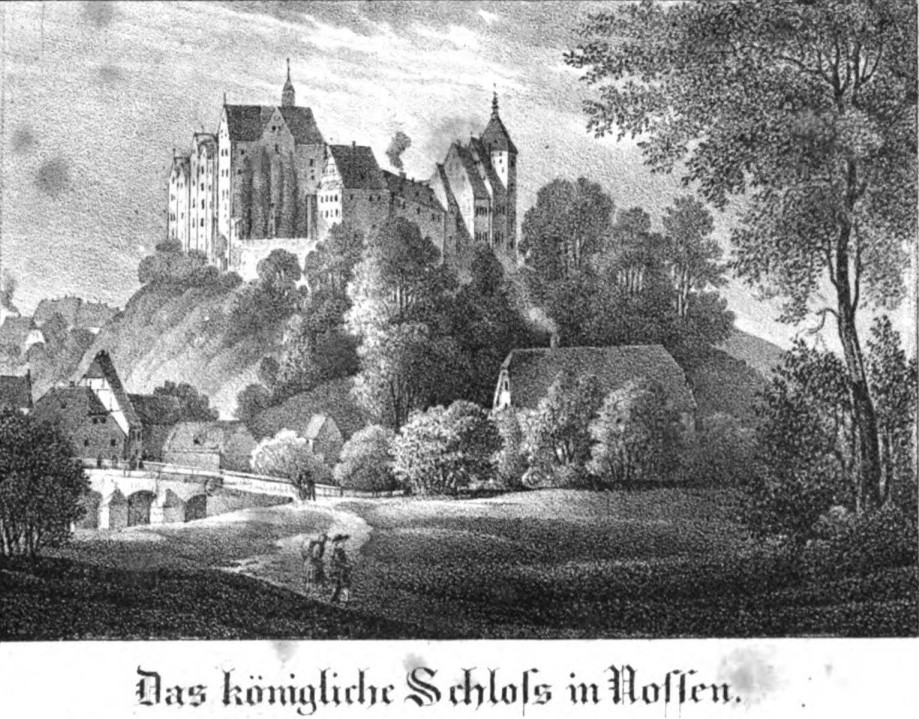
Zamek w XIX wieku

Od 1315 zamek i osada należały do biskupów Miśni, a od 1436 do klasztoru cystersów z Altzelli. W 1540 posiadłości klasztoru zostały zsekularyzowane i przeszły we władanie Elektoratu Saksonii. Nossen otrzymało prawa miejskie w 1664 roku. W latach 1697–1763 znajdowało się pod panowaniem królów Polski Augusta II Mocnego i Augusta III Sasa. Od 1806 w granicach Królestwa Saksonii, połączonego w latach 1807-1815 unią z Księstwem Warszawskim. W 1871 wraz z Saksonią zostało częścią Niemiec. W 1935 do miasto włączono wieś Altzella. W latach 1949–1990 część NRD.
1 stycznia 2014 do miasta przyłączono gminy Ketzerbachtal oraz Leuben-Schleinitz, które stały się automatycznie jego dzielnicami.

## Zabytki
- Zabudowa Rynku:
  - Pocztowy słup dystansowy z 1727 ozdobiony herbami Polski i Saksonii, monogramem króla Polski Augusta II (AR – Augustus Rex – Król August) oraz polską koroną królewską
  - Ratusz z lat 1914-1915
  - Kamienice z XVIII-XX w.
- Pocztowy słup półmilowy z 1722 z monogramem króla Augusta II przy Waldheimer Straße
- Pocztowy słup milowy z 1727 z monogramem króla Augusta II w Altzelli
- Zamek w Nossen(inne języki), w którym w 1716 r. przez miesiąc przebywała przed transportem do Stolpen faworyta króla Augusta II, hrabina Cosel. W 1813 zatrzymał się tu na noc Napoleon Bonaparte.
- Klasztor cystersów Altzella
  - Portal romański
  - Mauzoleum Wettynów
- Most Pöppelmanna z lat 1715-1717
- Ratusz z lat 1914-1915
- Dworzec kolejowy(inne języki) z XIX w.
- Zamek w Heynitz(inne języki)

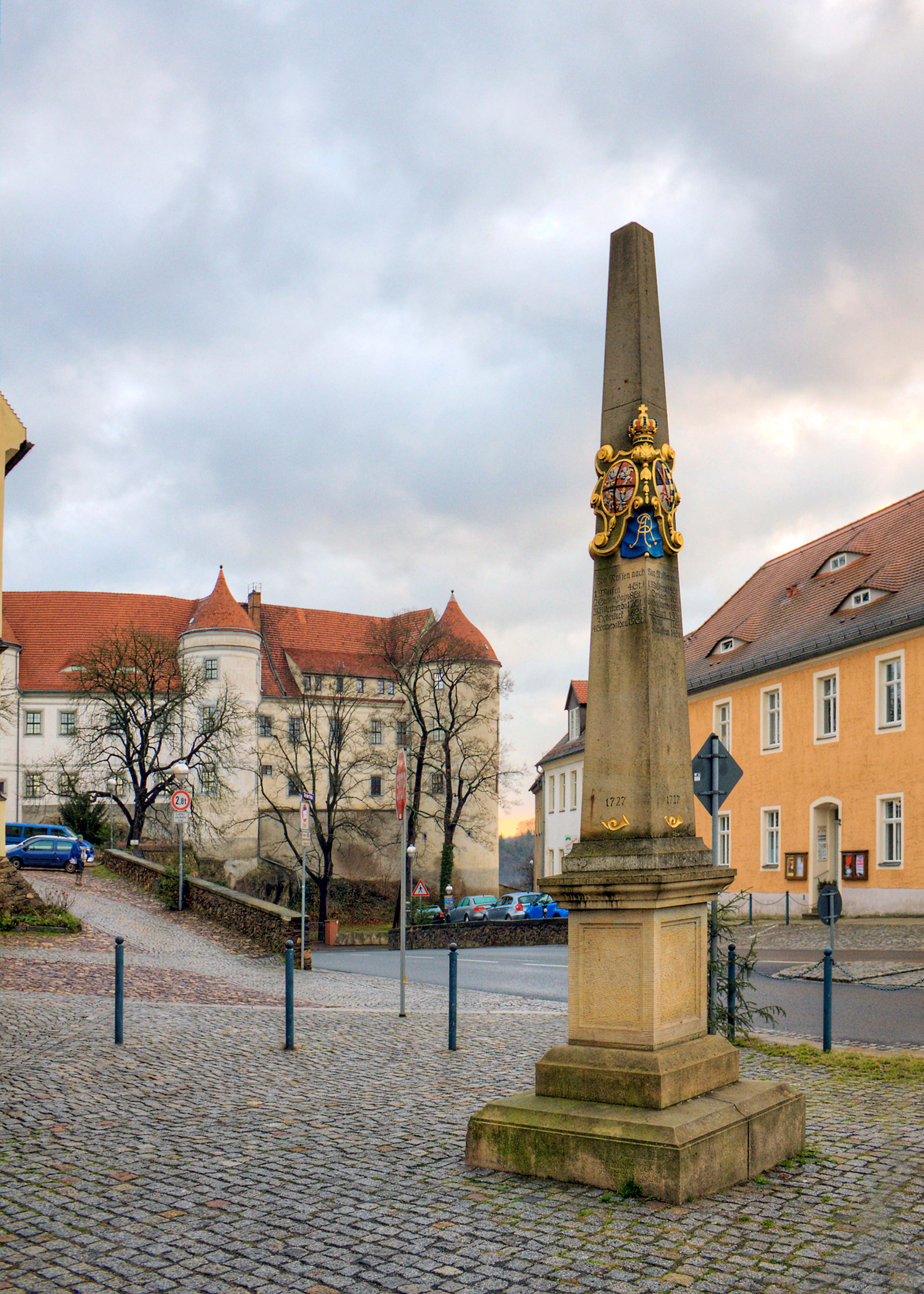
Słup dystansowy, w tle zamek
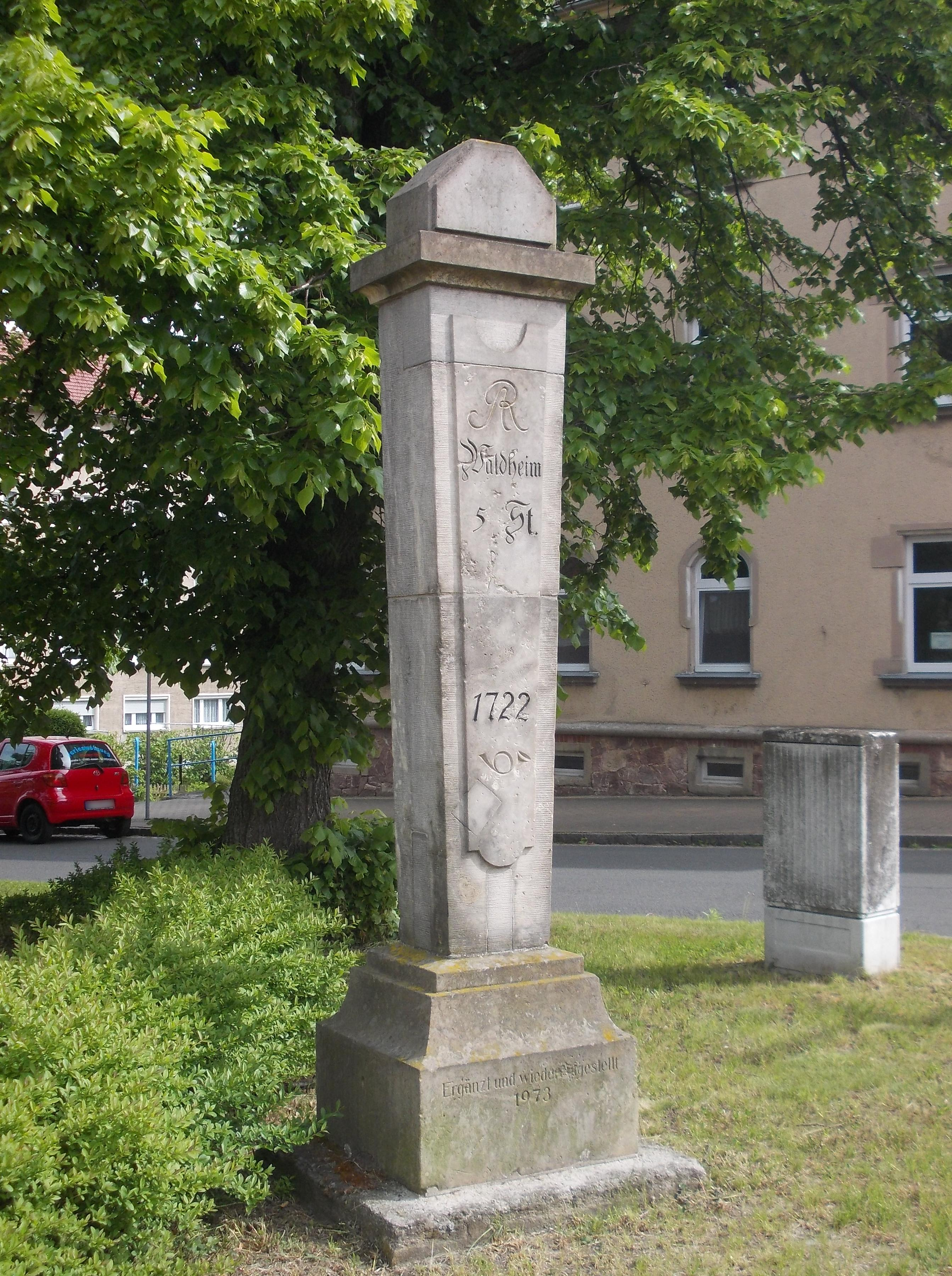
Słup półmilowy
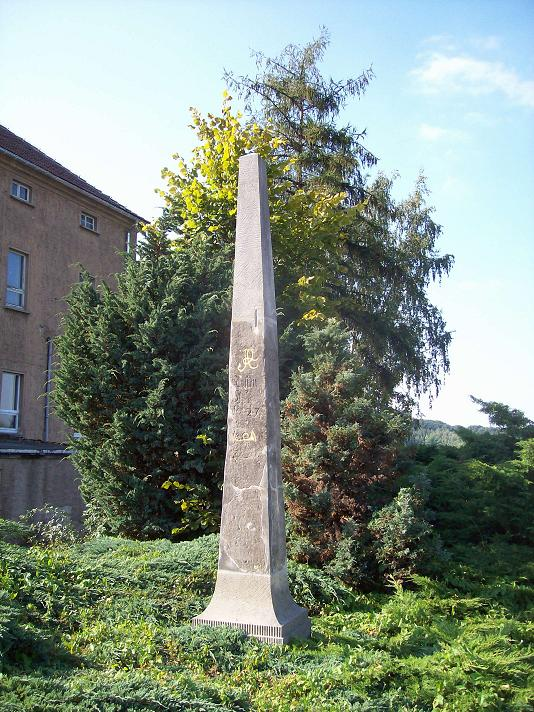
Słup milowy w Altzelli
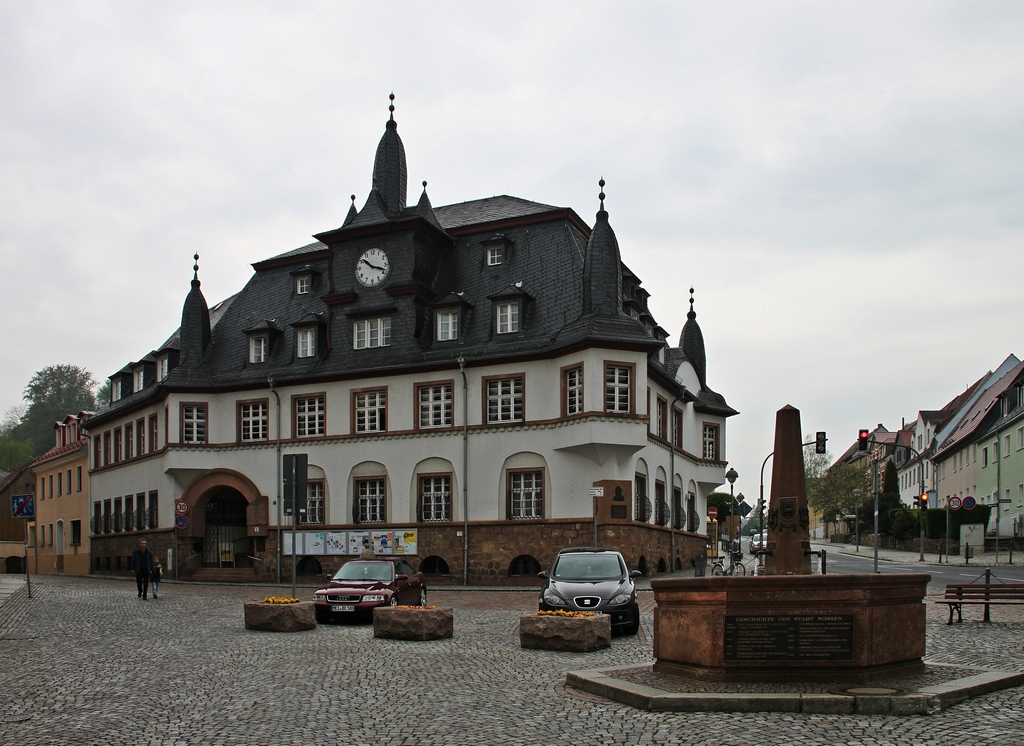
Ratusz

## Osoby związane z Nossen
W latach 1973–1999 proboszczem parafii luterańskiej w Nossen był duchowny i botanik Sigurd Fröhner.

## Współpraca
Miejscowość partnerska:
- Alsheim, Nadrenia-Palatynat